# La Haie-Fouassière
La Haie-Fouassière (auch: La Haye-Fouassière) ist eine französische Gemeinde des Départements Loire-Atlantique in der Region Pays de la Loire. Sie ist dem Kanton Vertou und dem Arrondissement Nantes zugeteilt.

## Geografie
Das Winzerstädtchen mit 4734 Einwohnern (Stand 1. Januar 2022) liegt an der Sèvre Nantaise etwa 15 Kilometer südöstlich von Nantes. Durch das nördliche Gemeindegebiet verläuft die Nationalstraße 249 von Nantes über Cholet nach Bressuire. La Haie-Fouassière wird von der Zugfernstrecke Nantes–La Rochelle–Saintes bedient. Zudem ist die Gemeinde Dank dem Tram-Train von Nantes nach Clisson auch regional gut vernetzt.

## Geschichte

### Toponomie
Der Ortsname setzt sich aus haie altfranzösisch haye (dt. ‚Heide‘) und fouace zusammen. Fouace ist ein (Fein)gebäck – die Fouace nantaise im Speziellen ein Plätzchen in der Form eines Sternes. Eine Fouassière ist der Ort, wo diese Leckerei hergestellt wird.

### Wappen
Blasonierung: Auf Azurblau ein güldener Wellenbalken – (heraldisch) rechts von einer Weinrebe und links von einem Fouace begleitet, das alles aus Gold; darüber ein Schildhaupt von Hermelin.

### Bevölkerungsentwicklung
Die Gemeinde, welche heute zur Agglomeration von Nantes zählt, hat sich in den letzten Jahrzehnten sehr dynamisch entwickelt.

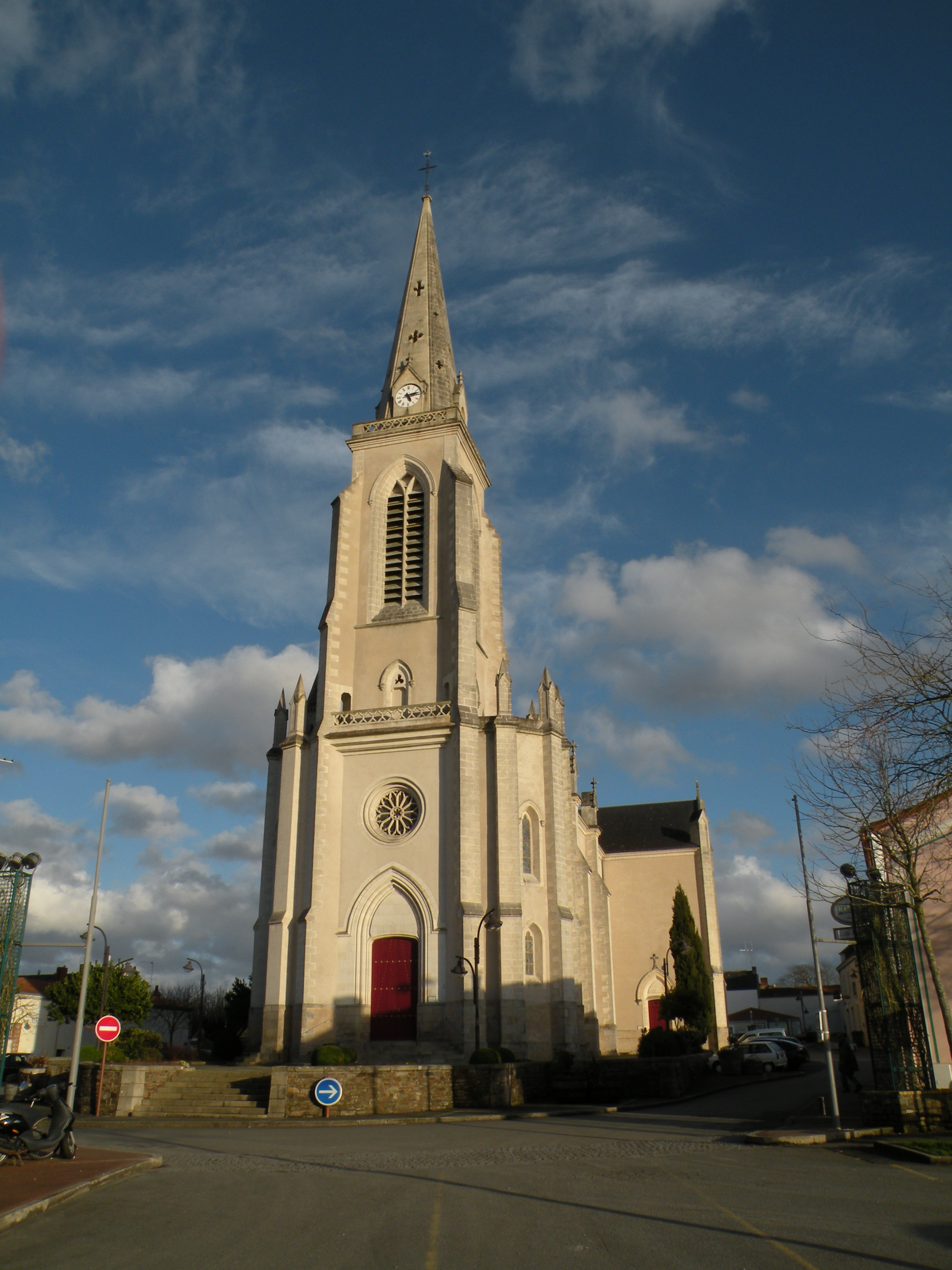
Kirche Notre-Dame-de-l’Assomption (Mariä Himmelfahrt)

| Jahr      | 1962 | 1968 | 1975 | 1982 | 1990 | 1999 | 2009 | 2017 |
| --------- | ---- | ---- | ---- | ---- | ---- | ---- | ---- | ---- |
| Einwohner | 1813 | 1919 | 2157 | 2674 | 2911 | 3337 | 4298 | 4659 |

## Wirtschaft

### Biskuitfabrik
In La Haie-Fouassière steht seit 1986 die Biskuitfabrik Lefèvre-Utile (LU), die heute dem Nahrungsmittelkonzern Mondelēz International gehört. Ursprünglich in Nantes beheimatet, werden heute in La Haie-Fouassière mit rund 500 Angestellten 44.000 Tonnen Biskuits und Crackers hergestellt (LU-unternehmensweit produzierten 3.300 Angestellte 232.000 Tonnen, Stand: 2004).

### Weinbau
La Haie-Fouassière hat neben rund 90 anderen Gemeinden Anteil am Weinbaugebiet Gros Plant du Pays Nantais der Weinbauregion Loire. Die trockenen Weißweine werden aus der Rebsorte Folle Blanche gekeltert. Darüber hinaus darf die Gemeinde einen weiteren trockenen Weißwein, der aus der Melon-de-Bourgogne-Traube gekeltert wird, unter der Herkunftsbezeichnung Muscadet Sèvre et Maine AOC vermarkten.

## Persönlichkeiten
- Gustave-Jean-Marie Nouet MAfr (1878–1941), römisch-katholischer Apostolischer Präfekt von Ghardaia nel Sahara, geboren in La Haie-Fouassière